# 费氏花龟
费氏花龟（学名：Mauremys philippeni）为潮龟科石龟属的爬行动物。在中华人民共和国，分布于海南岛等地。该物种的模式产地在海南岛东方市。

## 特徵
费氏花龟是一個雜交種，由雄性中華花龜(Mauremys sinensis)與雌性三線閉殼龜(Cuora trifasciata)雜交而出。事實上，费氏花龟的辨別只基於一個個體，即本種之模式標本，該個體聲稱採自海南，但是取自一名香港寵物業從業人士。
费氏花龟的背甲會呈棕色至紅色，部分幼龜會呈綠色；幼龜的3條脊稜較明顯，成體則較為平坦，四肢的斑紋與花龜相同，但較花龜為橙，而底甲亦與花龜相約，每塊盾甲亦有黑斑，但底色則為橙紅色。